# Erebia vorbrodti
Erebia vorbrodti är en fjärilsart som beskrevs av Hans Fruhstorfer 1916. Erebia vorbrodti ingår i släktet Erebia och familjen praktfjärilar. Inga underarter finns listade i Catalogue of Life.